# Nervosité
 (juillet 2015).
Si vous disposez d'ouvrages ou d'articles de référence ou si vous connaissez des sites web de qualité traitant du thème abordé ici, merci de compléter l'article en donnant les références utiles à sa vérifiabilité et en les liant à la section « Notes et références ».

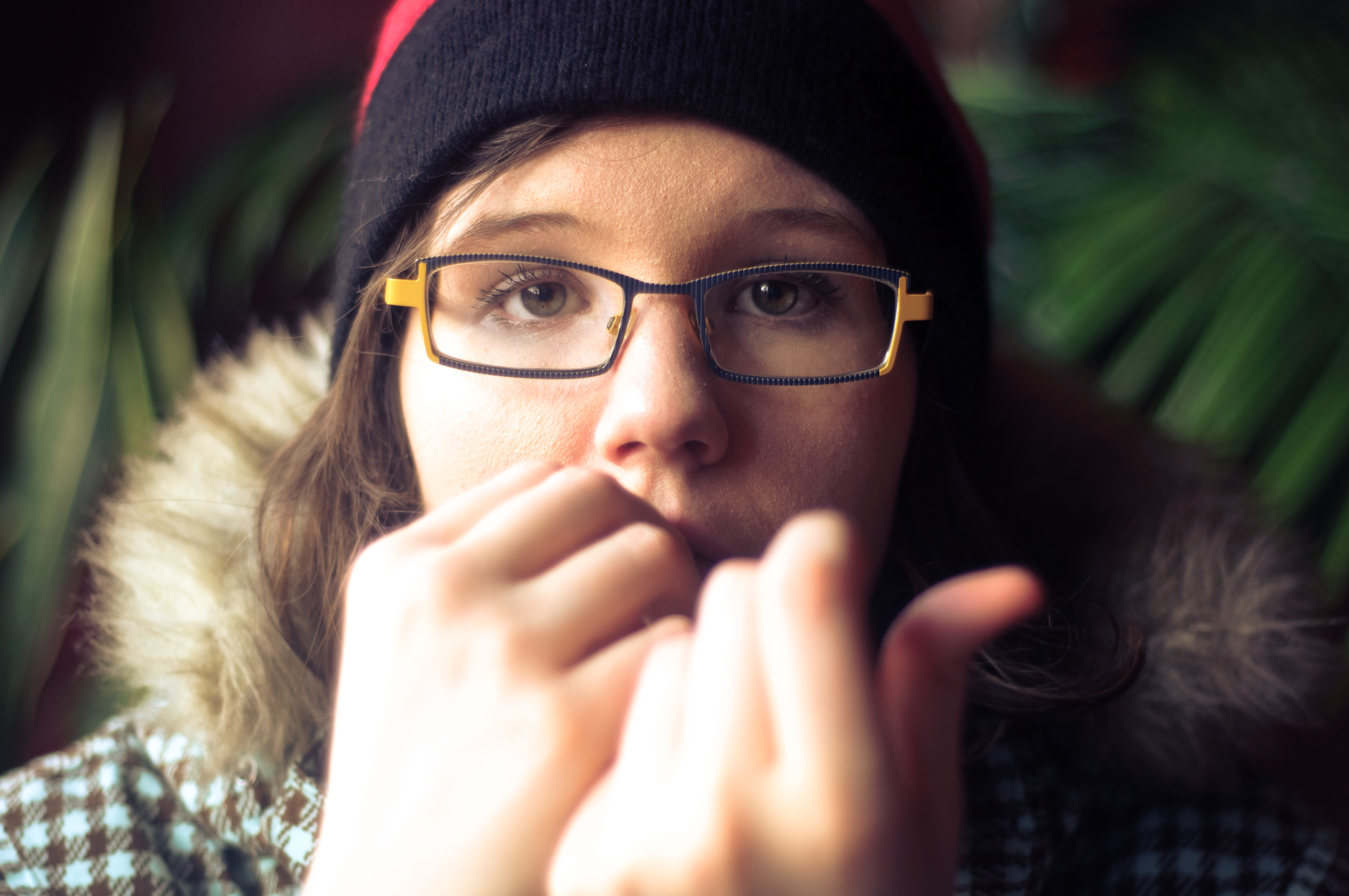
État d'excitation nerveuse passagère.

On appelle nervosité, un état d'irritabilité (ou irritation des nerfs), d’excitabilité, généralement passagère.